# Народная партия (США, 1971)
Народная партия (англ. People’s Party) — политическая партия в Соединённых Штатах Америки, основанная в 1971 году различными активистами и небольшими политическими партиями левого толка, включая Партию мира и свободы (англ. Peace and Freedom Party), Народную партию общего блага, Собрание народа страны, Партию прав человека (англ. Human Rights Party), Союз свободы (англ. Liberty Union Party), Новую Американскую партию, Новую партию (Аризона) и Не-Партию (No Party). Цель объединения состояла в том, чтобы представить объединённую антивоенную платформу на предстоящих выборах.
Группа выдвинула Бенджамина Спока на президентских выборах Соединенных Штатов 1972 года с партийной программой, которая включала в себя следующие требования: вывод войск из Вьетнама, бесплатное медицинское обслуживание, легализация марихуаны, ввод минимальной и максимальной зарплат, гарантированный минимум доходов для семей, защита прав ЛГБТ.
Социалистка Маргарет Райт (Margaret Wright) была кандидатом в президенты от Народной партии в 1976 году, с Бенджамином Споком как кандидатом в вице-президенты, после того, как Мэгги Кун (Maggie Kuhn) отказалась от выставления кандидатуры.
После выборов единство в партии ослабло, и она прекратила существование, как и большинство основавших её партий.
Документы партии находятся теперь в университете Миссури, где прежде происходили заседания партии.